# Pärt Uusberg
Pärt Uusberg, né le 16 décembre 1986 à Rapla, est un acteur, compositeur et chef d'orchestre estonien.

## Filmographie
- Crosswind : La Croisée des vents (2014)
- Klass, film estonien réalisé par Ilmar Raag - Joosep (2007)
- Oleg (2010)

## Discographie
- Choral Music, Vol. 1, Collegium Musicale dirigé par Endrik Üksvärav, TOCC0331 - Toccata Classics.